# Elaphoglossum eximium
Elaphoglossum eximium är en träjonväxtart som först beskrevs av Georg Heinrich Mettenius, och fick sitt nu gällande namn av Hermann Christ. Elaphoglossum eximium ingår i släktet Elaphoglossum och familjen Dryopteridaceae. Inga underarter finns listade.